# Александър Акимит
Александър Акимит или Александър Константинополски (на гръцки: Αλέξανδρος Κωνσταντινουπόλεως; ок. 350 — ок. 430) е сирийски монах. През 420-те години Александър Акимит заедно с цялото си братство се преселва от Сирия в Константинопол. Монасите, начело на които е, се установявават отначало близо до храма „Св. Мина“ в квартал „Мангана“. Впоследствие братството се премества от източната страна на Босфора, в местността „Иринеон“, където основават манастир под игуменството на противника на монофизитизма – Маркел Акимит. Манастирът става известен като този на „будните“ и е триезичен – служи се на гръцки, латински и сирийски, а през 463 г. част от братството се премества в новооснования Студийски манастир, който първоначално носи същото име. 
Всички тези „неспящи“ монаси братя стават известни в историографията като акимити и заемат централно място през втория период от развитието на монашеството в Константинопол – от Ефеския събор, 431 г. – до началото на управлението на Юстиниан Велики, в продължение на век. 